# Killár Kovács Katalin
Kovács Katalin, művésznevén Killár Kovács Katalin vagy Killár Katalin (Kolozsvár, 1951. március 9. – 2016. április 16.) – erdélyi magyar színésznő, színészpedagógus, egyetemi tanár, költő. Éveken át a Marosvásárhelyi Művészeti Egyetem tagozatvezetője (dékánja), tanszékvezetője.

## Életpálya
Középiskoláit a kolozsvári 3. sz. Líceumban (jelenleg Apáczai Csere János Elméleti Líceum) végezte 1970-ben, ahol már középiskolásként is részt vett a különböző diák- és egyetemi színjátszómozgalmakban, irodalmi társaságokban és önképzőkörökben. 1965 és 1970 között a Horváth Béla és Bisztrai Mária, majd Bereczky Júlia vezette Stúdió Színpad (Kolozsvár) tagja. Az ott eltöltött évek alatt játszott a Jean Anouilh: Találka Páris mellett, Aurel Baranga: Barátom a miniszter és Jókai Mór: Aranyember című előadásaiban. Kolozsváron publikálta első írásait is.
Ezt követően Marosvásárhelyre felvételizett, a Szentgyörgyi István Színművészeti Intézet színész szakára, ahol 1974-ben szerzett diplomát. Egyetemi tanulmányai végeztével a Marosvásárhelyi Nemzeti Színház Tompa Miklós Társulatának színésznője lett.
1980-ban visszatér a Szentgyörgyi István Színművészeti Intézetbe tanítani. Előbb tanársegédként, majd lektorként (adjunktusként) dolgozik az intézetben, a rendszerváltozás után lett docens, majd professzor. Kovács Levente részleges visszavonulása után évekig dékán (illetve tagozatvezető), tanszékvezető. Számos nagy nevű színészgeneráció osztályvezető tanára volt.
Színésznőként – a Magyar színházművészeti lexikon tanúsága szerint – leginkább lírai szerepeket játszott, bár van érzéke a groteszk iránt. Színészi pályáját több ízben súlyos betegség szakította meg, aminek következtében rövidebb- hosszabb időre visszavonulni kényszerült a színpadtól – időről időre azonban újra szerepet vállalt a Nemzeti Színházban, pedagógusi tevékenységével párhuzamosan pedig alkalmanként rendezett és szerepet vállalt az egyetem Stúdiószínpadán is.
A rendszerváltozás után számos jelentős színészpedagógiai és egyéb színháztudományos könyve, tankönyve és tanulmánya jelent meg az Erdélyi Tankönyvtanács és a Marosvásárhelyi Színművészeti Egyetem Kiadója gondozásában, illetve a Synbolon Színháztudományi Szemle hasábjain. Ebben az időszakban látott napvilágot két verseskötete is, a marosvásárhelyi Impress Kiadó gondozásában. Verseit és némely színházi írását Killár Katalin vagy Killár Kovács Katalin művésznéven jegyzi (anyai nagyanyja vezetéknevét használva).
Professzorként doktori programokat vezetett az egyetem doktori iskolájának keretében. 2010-ben, férjével egyidőben vonult nyugdíjba.

## Fontosabb könyvei
- Játékos improvizáció (tankönyv), Erdélyi Tankönyvtanács, Kolozsvár, 1997
- Szürke szivárvány. Versek-prózák a 14-től a 45. évig; Impress, Târgu-Mureş, 1997
- Lángok Ligetén (versek), Impress Kiadó, Marosvásárhely, 2000
- Játék, improvizáció, színészet, A Marosvásárhelyi Színművészeti Egyetem Kiadója, Marosvásárhely, 2006
- Szophoklésztől a posztmodernig: Lehetséges szövegek gyűjteménye a színészmesterség oktatása számára, A Marosvásárhelyi Színművészeti Egyetem Kiadója, Marosvásárhely, 2008

## Fontosabb szerepei
- Martha Livingstone (Pielmeier: Isten Ágnese)
- Betty (Brecht: Állítsátok meg Arturo Uit!)
- Kamilla (Szigligeti E.: Liliomfi)
- Nagysád (Tomcsa S.: Műtét)